# Acera

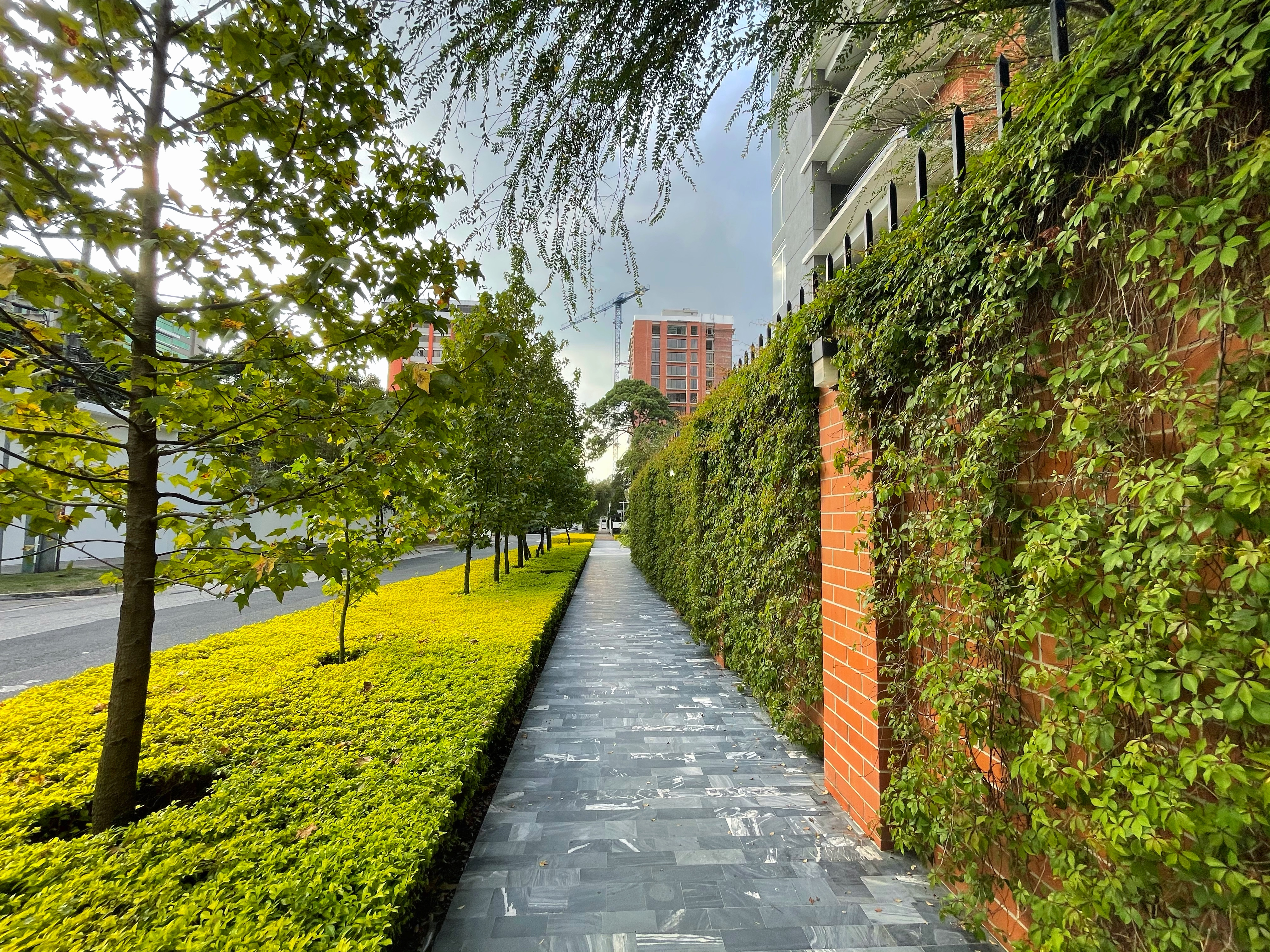
Imagen de una acera en Ciudad de Guatemala.

Una acera, andén, banqueta, vereda o escarpa (principalmente en Yucatán) es una superficie pavimentada y elevada a la orilla de una calle u otras vías públicas para uso de personas que se desplazan andando o peatones. Normalmente se sitúa a ambos lados de la calle, junto al paramento de las casas.
En cuanto elemento del espacio público, las aceras sirven para el movimiento utilitario de peatones o para otras actividades sociales, comerciales o culturales. Dentro de las normas y estándares se recomienda la eliminación de las llamadas barreras de infraestructura de las aceras para así reducir las dificultades de las personas con discapacidad. Se requiere que las aceras dispongan de rampas en los cruces con la calzada para facilitar el paso de personas en silla de ruedas.
Sus dimensiones dependen del espacio disponible y del tránsito que deban soportar.